# Тример (електроніка)

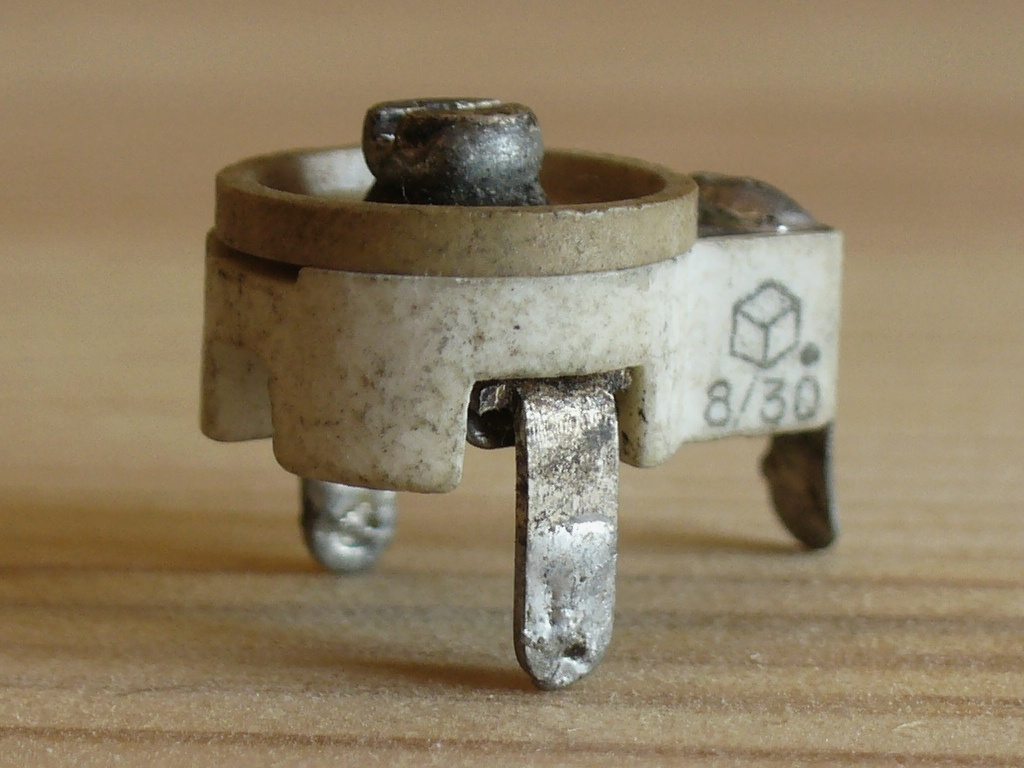
Підлаштовний керамічний конденсатор

Умовне графічне зображення

Підлашто́вний (допасо́вувальний, ладува́льний) конденсатор, тример — конденсатор, ємність якого змінюється при разовому або періодичному регулюванню і не змінюється в процесі функціонування апаратури. Його використовують для підлаштування та вирівнювання початкових ємностей сполучених контурів, для періодичного підлаштування та регулювання каскадів схем, де потрібна незначна зміна ємності.